# Bob Van Hooland
Robert (Bob) Van Hooland (Steenhuize-Wijnhuize, 27 april 1937) is een voormalig Belgisch senator.

## Levensloop
Van Hooland volgde klassieke humaniora aan het Sint-Catharinacollege in Geraardsbergen. In 1958 werd hij aan de Rijksuniversiteit Gent licentiaat in de bestuurswetenschappen, in 1963 werd hij master in public administration aan de Harvard-universiteit en in 1969 doctor in de bestuurswetenschappen aan de Rijksuniversiteit Gent.
Hij was de stichter van de Vlaamse Vereniging voor Bestuurswetenschappen en Bestuurskunde en van 1979 tot 1985 docent aan het Europacollege in Brugge. Ook was hij deeltijds docent aan de rechtsfaculteit van de Universiteit van Gent en aan de School voor Management. In 1988 werd hij aan de Universiteit Gent gewoon hoogleraar aan de faculteit politieke en sociale wetenschappen. Ook was hij aan deze universiteit professor public management en eveneens overheidsadviseur.
In 1976 werd Van Hooland op de lijst Welzijn verkozen tot gemeenteraadslid van Sint-Martens-Latem, wat hij bleef tot in 2018. Van 1977 tot 1980 was hij er schepen en van 1980 tot 2000 burgemeester.
Bij de verkiezingen van 1987 kwam hij als verruimingskandidaat op voor de Volksunie. Van 1987 tot 1995 zetelde Van Hooland als rechtstreeks verkozen senator voor het arrondissement Gent-Eeklo in de Belgische Senaat. In de periode februari 1988-mei 1995 had hij als gevolg van het toen bestaande dubbelmandaat ook zitting in de Vlaamse Raad. De Vlaamse Raad was vanaf 21 oktober 1980 de opvolger van de Cultuurraad voor de Nederlandse Cultuurgemeenschap, die op 7 december 1971 werd geïnstalleerd, en was de voorloper van het huidige Vlaams Parlement. 